# Malak
Malak  è un nome proprio di persona arabo maschile e femminile.

## Origine e diffusione
Deriva dalla parola araba ملك (malak) che significa "angelo", "messaggero". Ha un'origine etimologica in comune col nome Malachia ed ha lo stesso significato dei nomi Angelo, Apostolo e Vesna.
Il titolo di Malak, o Malik, viene usato nelle zone Pashtun dell'Afghanistan e del Pakistan per indicare i capi tribù.

## Il nome nelle arti
- Malak è un personaggio del videogioco Final Fantasy Tactics.
- Malak è un personaggio nel MMORPG RuneScape.
- Darth Malak è un personaggio appartenente all'universo di Guerre stellari.
- Malak è un album del musicista e cantante tunisino Dhafer Youssef.